# Meade Instruments
Meade Instruments (читається як «мід інструментс») — американська транснаціональна компанія зі штаб-квартирою в Вотсонвіллі, штат Каліфорнія, яка виробляє, імпортує та продає телескопи, біноклі, зорові труби, мікроскопи, ПЗЗ-камери та аксесуари для телескопів. На початку XX століття компанія була найбільшим у світі виробником телескопів.
Окрім продажу телескопів під брендом «Meade», компанія продає сонячні телескопи під брендом «Coronado».
За повідомленням журналу Sky and Telescope, компанія Optronic Technologies, власник Meade Instruments і Orion Telescopes, у 2024 році закрила свої підприємства в Каліфорнії та звільнила всіх своїх співробітників.

## Походження та історія
Компанія Meade була заснована в 1972 році Джоном Дібелом для продажу поштою малих телескопів-рефракторів і аксесуарів для телескопів, виготовлених японською компанією Towa Optical Manufacturing Company. У 1976 році Meade розпочала виробництво власної лінії телескопів, а в 1977 році представила моделі рефлекторів з апертурами 6 та 8 дюймів. У 1980 році компанія вийшла на ринок телескопів Шмідта-Кассегрена, де до того часу домінувала фірма Celestron. Meade має довгу історію судових процесів з іншими компаніями щодо порушення їхніх патентів, зокрема з її запеклим конкурентом Celestron. У серпні 2008 року Meade модифікувала свою лінійку телескопів Шмідта-Кассегрена, внісши зміни в оптичні поверхні в дизайні, який вони назвали «Advanced Coma-Free optics» (ACF Optics, просунута оптика без коми).
Виробничі майданчики Meade в 1990-х роках розташовувались на Міллікен-авеню в Ірвайні, потім переїхали на новий завод на Оук-Кеньон, також в Ірвайні, а від 2009 року виробництво було перенесено на більший завод у Тіхуані в Мексиці.
У жовтні 2013 року Meade Instruments об'єдналася з китайською фірмою Ningbo Sunny Electronic, а Джозеф Лупіка став генеральним директором Meade. У лютому 2015 року Віктор Аніцето змінив Лупіку на посаді президента.
26 листопада 2019 року в Окружному суді США Північного округу Каліфорнії федеральне журі визнало, що Нінбо та Мід придушували конкуренцію та встановлювали фіксовані ціни на споживчі телескопи в США у порушення федерального антимонопольного законодавства. Компанія Optronic Technologies, Inc. отримала 16,8 мільйонів доларів відшкодування.
4 грудня 2019 року Meade Instruments Corp. подала заяву про банкрутство в Окружному суді США Центрального округу Каліфорнії.

## Телескопи

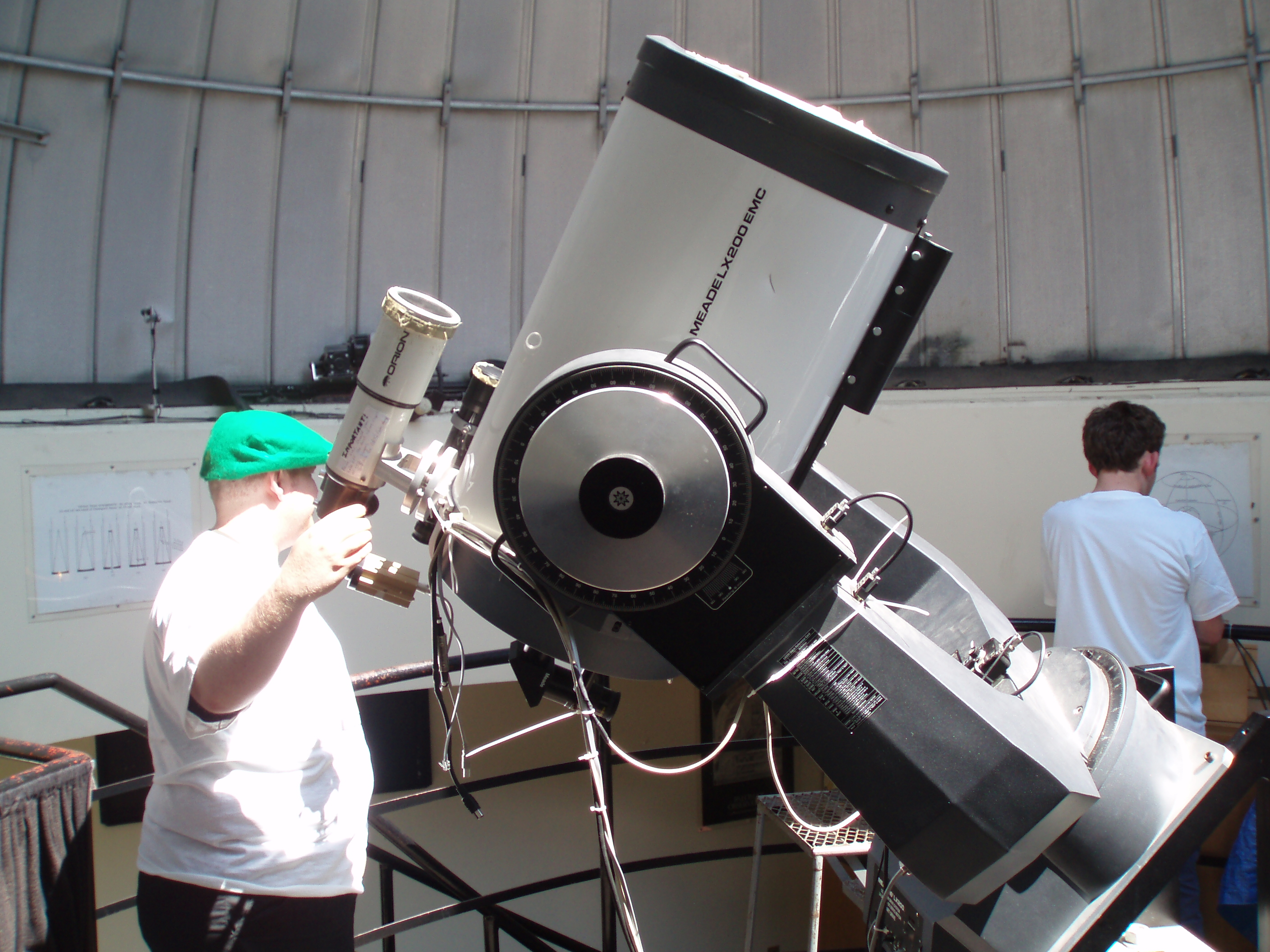
16-дюймовий (40 см) телескоп Meade LX200 в Астрономічна обсерваторія Аллана Карсвелла

Нижче перелічені моделі телескопів, створені Meade.

### Катадіоптричні системи Кассегрена

#### Телескопи ACF
ACF (Advanced Coma-Free, «просунутий вільний від коми») — це версія телескопів Шмідта-Кассегрена, в якій традиційне сферичне вторинне дзеркало Шмідта-Кассегрена замінене на гіперболічне вторинне дзеркало. У новому дизайні повноапертурний коректор дещо змінено за формою та поєднано зі сферичним головним дзеркалом. Література фірми Meade описує ACF як варіацію телескопа Річі-Кретьєна, хоча він не використовує комбінацію двох гіперболічних дзеркал у цій конструкції й таким чином радше аплантичною конструкцією. Моделі:
- LX90-ACF, апертури від 8 до 12 дюймів (від 20 до 30 см)[16]
- LX200-ACF, від 8 до 16 дюймів (20-40 см)[17]
- LX400-ACF, від 16 до 20 дюймів (40-50 см), з роботизованим екваторіальним монтуванням[18]
- LX800[19]

#### Телескопи Максутова

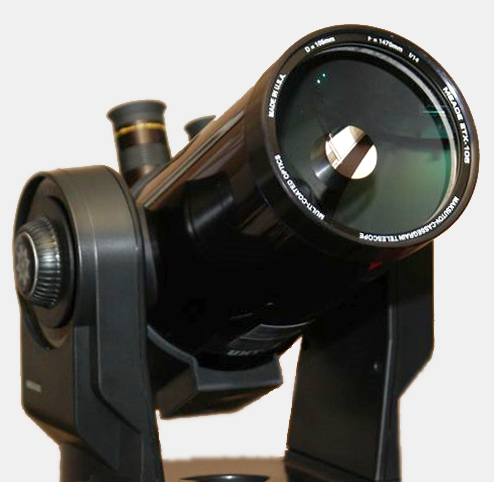
Телескоп Максутова-Кассегрена серії ETX (апертура 10 см).

Meade створив серію телескопів Максутова під назвою ETX (Everybody's Telescope, «телескоп для всіх»). Вперше вони були випущені в 1996 році з апертурою 9 см (3,5 дюйми). Їх розмір варіюється від 9 см до 12,5 см.

### Телескопи Ньютона

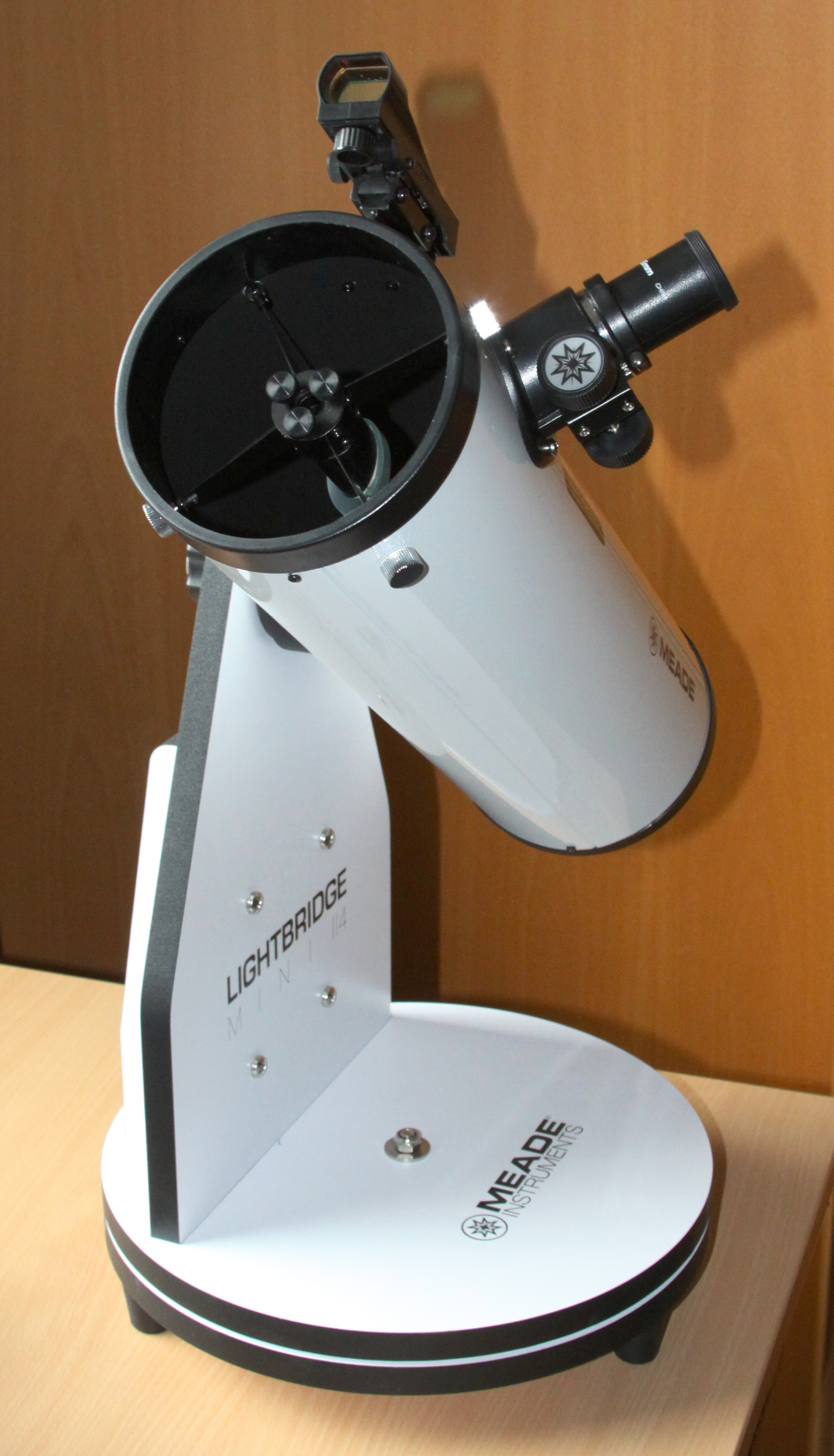
4,5-дюймовий (11 см) добсонівський телескоп LightBridge Mini

- Телескопи Шмідта-Ньютона (від 6 до 10 дюймів).
- Добсонівські телескопи LightBridge (8, 10, 12 і 16 дюймів)
- Meade 4504: рефлектор на екваторіальному монтуванні діаметром 4,5 дюйми (110 мм)

### Телескопи GoTo
Багато серій телескопів Meade мають комп'ютеризоване альт-азимутальне та екваторіальне монтування. Ця технологія відома під назвою GoTo. Моделі:
- LXD75, включаючи телескопи Ньютона, Шмідта-Ньютона, Advanced Coma-Free і ахроматичні телескопи-рефрактори
- ETX-LS, 150 мм (6 дюймов) і 200 мм (8 дюймів). Телескоп F/10 ACF на одній вилці з вбудованим GPS і камерою Eclips для самостійного наведення.
- DS-2000, рефлектори з апертурами 80 мм (3,1 дюйми), 114 мм (4,5 дюйми) і 130 мм (5,1 дюйми) на альтазимутальних кріпленнях GoTo
- LX80, LX90
- ETX-70, ETX-80
- LX85, включаючи телескопи Ньютона, Шмідта-Ньютона, Advanced Coma-Free і ахроматичні рефракторні телескопи

### Сонячні телескопи

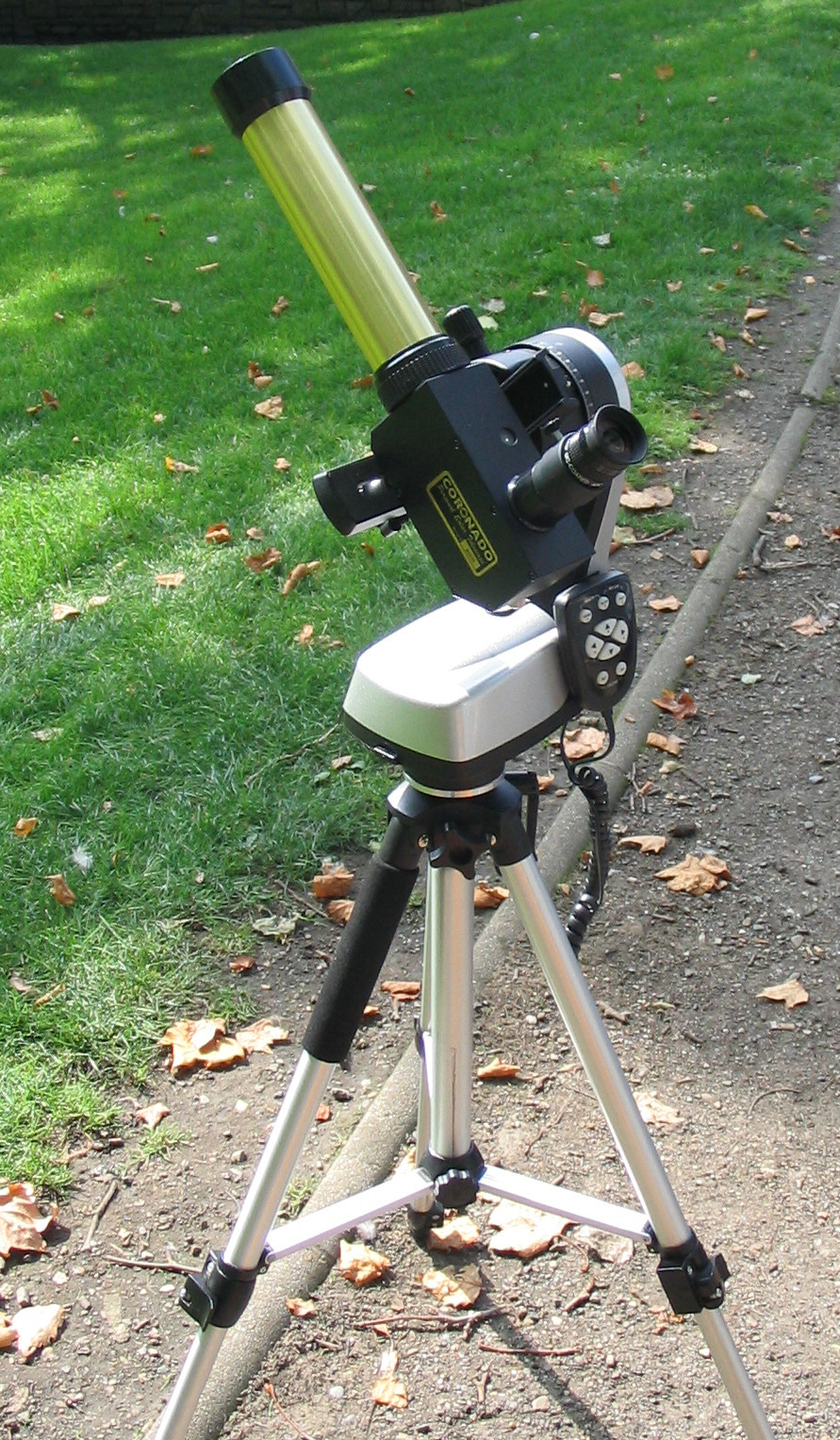
Персональний сонячний телескоп Coronado

У 2004 році Meade придбала компанію Coronado Filters у її засновника Девіда Лунта. Ця компанія виробляла широкий спектр спеціалізованих телескопів, що дозволяли спостерігати Сонце в альфа-лінії водню, а перед цим — в K-лінії кальцію. Телескопи Meade Coronado називаються Solarmax.

### Ахромати
- Ахроматичні рефрактори[en] (5 і 6 дюймів)

### Аксесуари для телескопів
- Окуляри
- Цифрові фотокамери для телескопів Deep Sky і Lunar
- Мультимедійні GPS-пристрої для навігації небом mySKY і mySKY Plus.

## Судові процеси
У листопаді 2006 року позивачі, включаючи Star Instruments і RC Optical Systems, виробників традиційної оптики та телескопів телескопів Річі-Кретьєна, подали цивільний позов проти Meade, кількох дилерських центрів та інших осіб до Федерального суду Південного округу Нью-Йорка. Скарга була проти того, щоб Meade рекламував свої моделі RCX400 і LX200R як телескопи Річі-Кретьєна. Позивачі стверджували, що ці моделі не використовували справжню оптику Річі-Кретьєна, і тому Meade та його роздрібні торговці розміщували неправдиву рекламу, що порушувало ринок позивача. У січні 2008 року Мід уклав угоду, виплативши «невелику» суму позивачам і зобов'язавшись перейменувати відповідні телескопи, не використовуючи жодних позначень, які могли б натякати на систему Річі-Кретьєна.
27 вересня 2006 року компанія Finkelstein, Thompson & Loughran подала колективний позов проти Meade. У скарзі стверджувалося, що Meade спотворювала та замовчувала факти надання заднім числом опціонів на акції двом своїм посадовим особам. У грудні 2007 року була досягнута угода на суму 2 950 000 доларів.

## Фінансові проблеми
Meade мав фінансові проблеми в минулому і вижив завдяки допомозі свого засновника Джона Дібела, який викупив компанію. Однак після цього Meade знову зіткнувся з фінансовими проблемами, а Дібель знову продав компанію. Виробничий завод Meade в Ірвайні, штат Каліфорнія, було закрито, а виробництво перенесено на новий завод у Мексиці, а більшість адміністративних посад було скорочено. Лінія обслуговування клієнтів Meade також постраждала від переїзду до Мексики, години роботи були скорочені, а опція зворотного дзвінка скасована. Meade розглядав різні варіанти майбутнього компанії, а генеральний директор Мюллнер і деякі члени правління підписали угоду, щоб захистити себе з фінансової точки зору.
У квітні 2008 року Meade продала два з трьох своїх нетелескопічних брендів (Weaver і Redfield) двом компаніям на загальну суму 8 млн доларів. Як компенсацію за відчуження цих двох брендів віцепрезидент з продажів Роберт Девіс отримав від компанії бонус у розмірі 100 тис. доларів. 13 червня 2008 року Meade продала свій останній нетелескопічний бренд Simmons компанії Bushnell за 7,25 млн доларів. У 2008 році вартість акцій Meade впала нижче одного долара, у результаті Meade була виключена з біржі. 3 жовтня 2008 року Meade звільнила старшого віцепрезидента Дональда Фінкла, виплативши йому річну зарплату як вихідну допомогу.
29 січня 2009 року Meade оголосила, що продала свою європейську дочірню компанію Meade Europe за 12,4 млн доларів, таким чином виплативши більшу частину своїх боргів. Однак це значно зменшило активи компанії. 5 лютого 2009 року було оголошено про подальші зміни, сумніви у стабільності компанії, відставку Стіва Мюллнера, голови правління Гаррі Казарі та іншого члена правління Джеймса Чедвіка. Колишній генеральний директор Стівен Мердок був відновлений на посаді генерального директора Meade. 5 березня 2009 року компанія оголосила про відставку фінансового директора Пола Росса та призначення на цю посаду Джона Елвуда. З відставкою Росс отримав одноразову вихідну допомогу в розмірі 260 тис. доларів. Влітку 2009 року Meade оголосила про зворотний поділ акцій 20:1, сподіваючись підвищити вартість своїх акцій.
До 8 липня 2013 року Meade Instruments вагалася, продати компанію чи пробувати врятувати її самостійно. У вересні 2013 року Sunny Optics Inc, підрозділ китайської фірми Ningbo Sunny Electronic Co Ltd, завершила придбання всього акціонерного капіталу Meade.
У листопаді 2019 року Orion Telescopes & Binoculars виграла позов проти Ningbo Sunny Electronic Co Ltd щодо фіксації цін і антиконкурентних дій, що коштувало Sunny Ningbo приблизно 20 мільйонів доларів. Meade під управлінням Ningbo Sunny незабаром після цього оголосила банкрутство. 1 червня 2021 року Orion Telescopes & Binoculars оголосила про придбання Meade Instruments після схвалення Суду Сполучених Штатів у справах про банкрутство Центрального округу Каліфорнії.
У липні 2024 року журнал Sky and Telescope повідомив, що компанія Optronic Technologies, власник Meade Instruments і Orion Telescopes, закрила свої підприємства в Каліфорнії та звільнила всіх співробітників. Станом на 15 липня офіційних повідомлень про закриття від компанії не було, а Sky and Telescope заявляли, що намагаються отримати більше інформації зі своїх джерел.